# Melchior Leopold von Beckh
Freiherr Melchior Leopold von Beckh (auch: van der Beckh, * um 1633; † 1. Januar 1693 in Rima-Szombath in Ungarn) war kaiserlicher General und Inhaber des Infanterie-Regiments No. 59.

## Herkunft
Seine Eltern waren der Reitergeneral Philipp von Beckh (1591–1654) und dessen Ehefrau Anna Margaretha Cob von Neuding, Witwe des Friedrich von Birsdorf. Sein Bruder Heinrich Philipp (1631–1664) starb an den Folgen seiner Verwundung in der Schlacht bei Mogersdorf.

## Leben
Er folgte seinem Vater und ging in kaiserliche Dienste. Im Jahr 1669 war er Hauptmann im Regiment zu Fuß des Obristen Wolf Friedrich Cob von Neuding, 1675 war er Oberstlieutenant im Regiment Kaiserstein. Er kämpfte am 5. Januar 1675 in der Schlacht bei Türkheim. Er führte ein Bataillon gegen das französische Garde-Regiment, das dabei vernichtet wurde, aber auch Beckh wurde schwer verletzt. Er überlebte und erhielt am 30. Januar 1682 die Genehmigung, das spätere salzburgischen Infanterie-Regiments Nr. 59 zu errichten.
Bereits während der Türkenbelagerung von Wien im Jahr 1683 kämpfte er mit Teilen des Regiments in der belagerten Stadt. Nach dem Abzug der Türken blieb das Regiment zunächst in Wien und nahm dann am Vorstoß nach Ungarn teil. Es kämpfte bei den Belagerungen von Neuhäusel und Gran. Beckh wurde am 10. September 1685 zum General-Feldwachtmeister ernannt. Er blieb in Ungarn und kam zum Corps des Kurfürsten von Bayern und nahm 1686 an der Belagerung von Ofen teil. Nach der Kapitulation erhielt Beckh vom Herzog von Lothringen das Kommando über die Stadt, sowie die Aufgabe, die zerstörte Festung wieder instand zu setzen. Dazu erhielt er 6000 im Festungsbau erfahrene Männer, binnen Jahresfrist war die Festung wieder aufgebaut. Der Sieg in der Schlacht bei Mohac entspannte die Lage um Ofen. Im April 1688 konnte Beckh die Stadt Stuhlweißenburg erobern. In der Zwischenzeit war die Franzosen am Rhein vorgerückt. Am 9. Oktober 1688 wurde er außer der Reihe zum Feldmarschall-Lieutenant ernannt und als Kommandant nach Köln versetzt. Ab dem 16. November 1688 machte er die Festung verteidigungsbereit. Da sein Regiment in Ofen zurückgeblieben war, begann er ein weiteres Regiment zu werben, wurde aber nie errichtet. Im November 1690 übergab er dann Kommando von Köln an den Generalwachtmeister Graf Schelhard. Beckh wurde nach Wien zurückberufen, da die Türken in Ungarn gegen die geschwächte Armee vorgingen. So kam er zur Armee des Markgrafen Ludwig von Baden und kämpfte am 19. August 1691 in der Schlacht bei Slankamen. Im Korps des  Feldmarschalls Prinz Croy nahm er an der Eroberung von Brood und Gradisca. Für seine Leistungen wurde er außer der Reihe zum General-Feldzeugmeister befördert. Während der Abwesenheit des Markgrafen erhielt er das Kommando über die Armee an der Save. Nach der Ankunft des Markgrafen erhielt er das Kommando über die gesamte Infanterie der Armee. Aber Krankheiten dezimierten die Heere der Österreicher und Türken. Feldzeugmeister Beckh und sein Regiment kamen in das Komitat Hont in Winterquartier. Beckh erkrankte in Rima-Szombath und starb dort am 1. Januar 1693.

## Familie
Beckh heiratete Maria Francisca Juliana von Rosenbach, eine Nichte eines damaligen Fürstbischofs von Würzburg Johann Hartmann von Rosenbach. Das Paar hatte acht Söhne und drei Töchter, alle bis auf die älteste Tochter starben ohne Nachkommen.
Der älteste Sohn Philipp Hartmann (* 13. Mai 1671; † 17. September 1693) war Hauptmann im Infanterie-Regiment No. 59 und fiel beim Sturm auf Belgrad. Melchior Leopold Ignaz (* 7. Oktober 1682; † 1. Oktober 1716) war Oberstwachtmeister im Infanterie-Regiment No. 57 und fiel beim Sturm auf Temesvár. Als letzter der Brüder starb der kaiserliche Geheimrat und Oberhofmarschall Johann Gottfried († 1747). 
Die älteste Tochter Maria Sidonia heiratete den Freiherrn Hannibal Friedrich von Crailsheim und hatte Nachkommen. Deren Enkel Christoph Gottfried und Anton Vincenz von Sommerau wurden Erben der Familie Beckh und begründeten die Linie Sommerau-Beeckh. Die Linie endete endgültig mit dem Bischof Maximilian Joseph Gottfried von Sommerau Beeckh.